# Geodia isabella
Geodia isabella är en svampdjursart som först beskrevs av Dickinson 1945.  Geodia isabella ingår i släktet Geodia och familjen Geodiidae.
Artens utbredningsområde är Kalifornien. Inga underarter finns listade i Catalogue of Life.